# 마티아스 라우리드센
마티아스 라우리드센(Mathias Lauridsen, 1984년 1월 13일 ~ )은 덴마크의 모델이다. 2003년 포드 모델(Ford Models)과 계약을 체결하면서 패션 모델로 데뷔했다. 2014년에는 《보그》가 선정한 10대(Top 10) 남자 모델에 이름을 올렸다.